# Tom McEwen
Tom McEwen (10 de maio de 1991) é um ginete de elite britânico, campeão olímpico.

## Carreira
McEwen conquistou a medalha de ouro e de prata nos Jogos Olímpicos de Verão de 2020 em Tóquio, nas provas por equipes e individual, ao lado do cavalo Toledo de Kerser. Ele competiu nos Jogos Equestres Mundiais de 2018, terminando em 12º individualmente e ajudando a equipe britânica a ganhar o ouro da equipe.